# Optics Communications
Optics Communications (Kurzbezeichnung nach ISO 4: Opt. Commun.) ist eine wissenschaftliche Fachzeitschrift mit Peer-Review, die seit 1962 existiert und vom Verlag Elsevier herausgegeben wird.
Der thematische Bereich der Artikel in Optics Communications umfasst originäre Forschung aus allen Bereichen von Optik und Photonik, insbesondere klassische Optik, Quantenoptik, Wechselwirkung zwischen Licht und Materie, Laser, bildgebende Verfahren, Lichtwellenleiter und optische Kommunikation.
Mit einem Impact Factor von 1,961 für das Jahr 2018 nimmt die Zeitschrift in der Statistik der Journal Citation Reports (JCR) Platz 48 unter 95 Journalen im Themenbereich Optik ein. Die Platzierung hat sich damit seit der Jahrtausendwende deutlich verschlechtert; so hatte die Zeitschrift für das Jahr 2000 in ihrem Themenbereich noch Platz 15 unter damals 57 Titeln inne. Bezüglich der absoluten Zitationszahlen steht das Journal mit 22.968 Zitaten aus dem Jahr 2018 aber immer noch an siebter Stelle der in den JCR verzeichneten Optik-Zeitschriften.
Wissenschaftlicher Herausgeber von Optics Communications ist Martin Booth von der Universität Oxford (England).